# Prive
Prive è il primo album di Laurent Wolf.

## Tracce
1. "Finally" (original mix)
2. "Only one" (original mix)
3. "Learn 2 love" (original mix)
4. "Young hearts" (original mix)
5. "Groove in on the 1" (club mix)
6. "Feel so good" (original extended mix)
7. "Party" (Junior Jack remix)
8. "Bel amour" (original mix)
9. "4 play" (original mix)
10. "Here we go" (Robbie Rivera mix)
11. "South beach theme" (R grey vocal mix)
12. "Shaker" (original mix)
13. "Planar" (original mix)